# Alive (programma televisivo)
Alive è un programma televisivo italiano in onda su Rete 4 dal 5 giugno 2013 e condotto da Vincenzo Venuto che racconta la storia di persone che sono sopravvissute a catastrofi o incidenti.
Una sorta della trasmissione su Rai 3 Ultimo minuto.
Il titolo completo delle prime due edizioni era Alive - Storie di sopravvissuti, mentre per la terza stagione il sottotitolo è mutato in La forza della vita.

## Il programma
Alive - La forza della vita racconta le storia di chi è sopravvissuto, di chi ce l'ha fatta nonostante condizioni o pericoli catastrofici, dove molto spesso viene persa anche la speranza. Nella vita di tutti i giorni infatti, in determinate condizioni, chiunque può trasformarsi in eroe e salvare la vita di altre persone.

## Edizioni e ascolti
| Edizione | Inizio         | Fine           | Puntate | Ascolti | Presentatore                      |
| -------- | -------------- | -------------- | ------- | ------- | --------------------------------- |
| Prima    | 5 giugno 2013  | 5 luglio 2013  | 5       | 06.43%  | Vincenzo Venuto                   |
| Seconda  | 6 maggio 2014  | 22 giugno 2014 | 8       | 05.76%  | Vincenzo Venuto                   |
| Terza    | 28 maggio 2015 | 14 luglio 2015 | 8       | 04.21%  | Vincenzo Venuto con Giusy Versace |

### Prima edizione
La prima edizione di Alive - Storie di sopravvissuti è andata in onda nell'estate 2013, in particolare da mercoledì 5 giugno a venerdì 5 luglio 2013, inizialmente nella serata del mercoledì e successivamente il venerdì su Rete 4 con la conduzione del biologo Vincenzo Venuto.
| Puntate | Giorno    | Prima TV Italia | Telespettatori | Share  |
| ------- | --------- | --------------- | -------------- | ------ |
| 1       | Mercoledì | 5 giugno 2013   | 1.479.000      | 06.95% |
| 2       | Venerdì   | 14 giugno 2013  | 1.094.000      | 05.87% |
| 3       | Venerdì   | 21 giugno 2013  | 1.070.000      | 06.33% |
| 4       | Venerdì   | 28 giugno 2013  | 1.242.000      | 06.65% |
| 5       | Venerdì   | 5 luglio 2013   | 1.082.000      | 06.34% |
|         |           | Media           | 1.193.400      | 06.43% |

### Seconda edizione
La seconda edizione di Alive è andata in onda da martedì 6 maggio a domenica 22 giugno 2014 sempre con la conduzione del biologo Vincenzo Venuto per 8 puntate. Inizialmente programmato per la serata del martedì, il programma ha subito diversi spostamenti nel palinsesto. In questa edizione il conduttore è affiancato da Michela Garosi, ex volto di Donnavventura, che racconta al pubblico delle storie in cui una persona comune diventa un eroe speciale. Sono inoltre presenti delle storie a cui è associato un quiz, ovvero lo spettatore deve immedesimarsi nella situazione raccontata e scegliere, tra diverse opzioni di scelta, che cosa farebbe. Questo serve a dare piccoli consigli per sopravvivere a incidenti che possono capitare nella vita di tutti i giorni.
| Puntate | Giorno   | Prima TV Italia | Telespettatori | Share  |
| ------- | -------- | --------------- | -------------- | ------ |
| 1       | Martedì  | 6 maggio 2014   | 1.101.000      | 05.26% |
| 2       | Domenica | 11 maggio 2014  | 977.000        | 05.07% |
| 3       | Martedì  | 20 maggio 2014  | 1.006.000      | 04.75% |
| 4       | Venerdì  | 30 maggio 2014  | 1.303.000      | 06.69% |
| 5       | Venerdì  | 6 giugno 2014   | 1.130.000      | 06.09% |
| 6       | Lunedì   | 9 giugno 2014   | 1.052.000      | 05.38% |
| 7       | Lunedì   | 16 giugno 2014  | 1.201.000      | 05.74% |
| 8       | Domenica | 22 giugno 2014  | 1.194.000      | 07.16% |
|         |          | Media           | 1.120.500      | 05.76% |

### Terza edizione
Alive è stato confermato per una terza edizione, ancora condotta dal biologo Vincenzo Venuto, questa volta affiancato da Giusy Versace, in onda dal 28 maggio 2015, inizialmente nella serata del giovedì e successivamente il martedì. In questa edizione il titolo del programma muta in Alive - La Forza della vita, anche per via della partecipazione della Versace. Raccontano storie di coraggio e di sopravvivenza.
| Puntate | Prima TV Italia | Telespettatori | Share                       |
| ------- | --------------- | -------------- | --------------------------- |
| 1       | 28 maggio 2015  | 1.153.000      | 5.90%                       |
| 2       | 4 giugno 2015   | 745.000        | 3.72%                       |
| 3       | 11 giugno 2015  | 808.000        | 4.30%                       |
| 4       | 18 giugno 2015  | 918.000        | 4.69%                       |
| 5       | 23 giugno 2015  | 726.000        | 3.60%                       |
| 6       | 30 giugno 2015  | 746.000        | 4.30%                       |
| 7       | 7 luglio 2015   | 524.000        | 3.12%                       |
| 8       | 14 luglio 2015  | 661.000        | 4.04%                       |
|         | Media           | 785.000        | bgcolor="lightblue" \|4.21% |